# Adenoa cubensis
Adenoa cubensis är en passionsblomsväxtart som först beskrevs av Nathaniel Lord Britton och Wilson, och fick sitt nu gällande namn av M. M. Arbo. Adenoa cubensis ingår i släktet Adenoa och familjen passionsblomsväxter. Inga underarter finns listade i Catalogue of Life.